# 쌍세총비2
《쌍세총비2》(중국어 간체자: 双世宠妃2, 정체자: 雙世寵妃2, 병음: Shuāng shì chǒng fēi 2 솽충왕페이2[*])는 중국의 드라마이다.